# Spaelotis austera
Spaelotis austera là một loài bướm đêm trong họ Noctuidae.